# The Diplomat (revista)
The Diplomat é uma revista internacional de notícias on-line que cobre política, sociedade e cultura na região Indo-Pacífico. Está sediada em Washington, D.C.
Originalmente, era uma revista impressa bimestral australiana, fundada por Minh Bui Jones, David Llewellyn-Smith e Sung Lee em 2001, mas devido a razões financeiras foi convertida em uma revista online em 2009 e transferida para o Japão e posteriormente para Washington, D.C. Em 2020, o The Diplomat teve uma contagem mensal de visitantes únicos de 2 milhões. A revista é atualmente propriedade da MHT Corporation.

## História
O The Diplomat era originalmente uma revista impressa bimestral australiana, fundada por Minh Bui Jones, David Llewellyn-Smith e Sung Lee em 2001. A primeira edição foi publicada em abril de 2002, com Bui Jones como editor fundador e Llewellyn-Smith como editor fundador.
A revista foi adquirida por James Pach por meio de sua empresa Trans-Asia Inc. em dezembro de 2007. Pach assumiu o papel de editor-executivo e contratou o ex-editor da Penthouse, Ian Gerrard, para atualizar sua apresentação. No entanto, a edição impressa sofreu perdas contínuas, e o The Diplomat finalmente passou a ser totalmente online em agosto de 2009. O seu escritório em Sydney foi fechado e a sua sede foi transferida para Tóquio; Jason Miks foi nomeado editor em setembro de 2009 e Ulara Nakagawa foi nomeada editora associada. Miks foi sucedido como editor por Harry Kazianis antes que o editor James Pach assumisse. Shannon Tiezzi é editora-chefe, com Catherine Putz como editora administrativa. Sebastian Strangio é editor do Sudeste Asiático e Sudha Ramachandran é editora do Sul da Ásia. Ankit Panda é editor-geral e apresentador de podcast.
O Diplomat publicou entrevistas com muitas figuras públicas, incluindo Ali Allawi, Anwar Ibrahim, Ian Macfarlane, Brent Scowcroft, Mike Moore, Jason Yuan, Kim Beazley, Wegger Christian Strømmen, Shankar Prasad Sharma, e Jaliya Wickramasuriya. Antes de 2004, o The Diplomat costumava publicar anúncios enfatizando a perspectiva australiana da revista, apresentando as bandeiras nacionais dos Estados Unidos, do Reino Unido e da Austrália e os logotipos da Time e da The Economist com o título "A qual visão você se inscreve?". A revista Time forçou o cancelamento de tais anúncios.
Em abril de 2020, o The Diplomat publicou Uma Carta Aberta ao Povo dos Estados Unidos de 100 Acadêmicos Chineses, escrita por 100 acadêmicos chineses das áreas de filosofia, ciência política, economia, medicina, relações internacionais, sociologia, direito, comunicação, ciência militar, tecnologia e outras, pedindo aos EUA que trabalhassem com a China para combater a COVID-19. Em 2020, o site do Diplomat tinha cerca de 2 milhões de visitantes únicos mensais.